# Ray Dragon
Raymond Dragon (* 20. Mai 1962 in Detroit, Michigan) (Pseudonym) ist ein US-amerikanischer Modedesigner, Fotograf, Regisseur, Filmproduzent, Schauspieler und Pornodarsteller.

## Leben
Dragon wurde in Detroit, Michigan geboren. Der ehemalige Turner studierte nach seiner Schulzeit an der Michigan State University, wo er Abschlüsse in Technischer Informatik und Darstellender Kunst erhielt. Seit 1989 lebt Dragon mit seinem Lebensgefährten Tim Cass zusammen. Seine Begabungen für Schauspiel und Tanzen führten zu einer Anstellung bei einer Inszenierung von Hector Berlioz’ Benvenuto Cellini an der New Yorker Metropolitan Opera. Außerdem war er bei der Musicaltournee von Camelot sowie 1991 in dem Film Poison von Todd Haynes als Schauspieler tätig.
Danach arbeitete Dragon in New York City unter anderem als Gogo-Tänzer in Clubs und begann nach seiner Entdeckung für die Pornobranche durch den Fotografen Jim French, der auch Betreiber der Colt Studios war, auch als Fotomodel in der Modebranche zu arbeiten. Zudem erschien Dragon sowohl auf den Titelseiten verschiedener Magazine wie Genre und Next als auch auf der Titelseite von Titan Men: Macho Mayhem. Er wurde dabei von namhaften Fotografen wie David Morgan und Tom Bianchi fotografiert. In dieser Zeit wirkte er auch in verschiedenen Pornofilmen mit. Einer seiner letzten Filme aus diesem Zeitabschnitt ist Minute Man 11 von 1996.
Danach begann sich Dragon auf seine Arbeiten in der Modebranche und sein 1990 gegründetes Modelabel zu konzentrieren. Die von ihm entworfene Sportbekleidung war zunächst vor allem in der schwulen Szene erfolgreich, da seine Entwürfe den männlichen Körperbau akzentuierten und oft als homoerotisch betrachtet wurden. Später wurde er in der Modeindustrie auch allgemein dafür anerkannt, dass er durch seine Arbeiten die Verwendung von Stretch-Stoffen in die Männermode eingebracht hat. Seine Modekollektionen gelangten allgemeine Bekanntheit durch Veröffentlichungen in Magazinen wie Details, Vanity Fair, The New York Times Magazine, Cosmopolitan, Detour, Ocean Drive, Rolling Stone, Spy, The Advocate sowie in verschiedenen Sport- und Fitness-Magazinen. Seine Entwürfe fanden auch bei den Broadway-Produktionen von Rent, Chicago und Fosse Verwendung. Die von ihm entworfene Bekleidung gehört unter anderem zum Kostümfundus des American Dance Theater von Alvin Ailey, der Martha Graham Dance Company, des Balletts des königlichen Theaters in Kopenhagen und des Balletts der Städtische Bühnen Frankfurt. Dragon entwarf außerdem Kostüme für Eiskunstlauf-Shows und wurde für die Kostümgestaltung bei einer Off-Broadway-Produktion von den Kritikern der New York Times gelobt.
Als Fotograf veröffentlichte Dragon das Buch Real Men. 2001 kehrte er wieder zur Pornoindustrie zurück und war in mehreren Filmen, unter anderem auch für den Regisseur Joe Gage, als Pornodarsteller für Titan Media und Colt Studios aktiv. Er gründete anschließend sein eigenes Filmproduktionsstudio Dragon Media, dessen Produktionen für diverse Auszeichnungen bei den GayVN Awards nominiert wurden. 2005 wurde sein Film Whiplash mit GayVN Award in der Kategorie Best Specialty Release ausgezeichnet. Für sein eigenes Unternehmen ist Dragon als Regisseur, Kameramann, Produzent sowie im Filmschnitt tätig. Außerdem hat er für Titan Media Regie geführt und für Lucas Entertainment geschnitten.
2007 wurde Dragon mit der Aufnahme in der Hall of Fame des GayVN Awards geehrt.
Im Oktober 2008 gründete er zusammen mit dem Pornodarsteller und Regisseur Joe Gage das Unternehmen D/G Mutual Media.

## Filmographie (Auswahl)
Darsteller
- Couples II: More Colt Men on the Make (2004)
- Fresh Hot Pizza Boy (2004)
- 110° in Tucson (2005)
- Big Blue in the Boiler Room (2005)
- Deep Water Beach Patrol (2006)
- Lifeguard! The Men Of Deep Water Beach (2006)

Regisseur
- www.raydragon.com Presents... (2002)
- Porn Star Training (2003)
- Working Men (2003)
- Fresh Hot Pizza Boy (2004)
- Joe Gage Sex Files Vol. 4: Blue Collar Beer Blast (2004)
- Whiplash (2004)
- Auditions: Volume 4 (2005)
- Big Blue in the Boiler Room (2005)
- Hell Room (2005)
- Prowl 4: Back with a Vengeance (2005)
- Prowl 5: As Rough as It Gets (2005)
- Tough Guys: Gettin' Off (2005)

Filmproduzent
- www.raydragon.com Presents... (2002)
- Porn Star Training (2003)
- Working Men (2003)
- Whiplash (2004)
- Big Blue in the Boiler Room (2005)

Drehbuchautor
- Truck Stop on I-95 (2004)
- Michael Lucas' Auditions Vol. 6 (2005)
- Michael Lucas' Auditions Vol. 14 (2006)